# كلاس بونتس ارنولدسون
كلاس بونتس ارنولدسون (بالسويدية:Klas Pontus Arnoldson) هو سياسي وصحفي وناشط سلام سويدي ولد في 27 أكتوبر 1844 في غوتنبرغ وتوفي في 20 فبراير 1916 في ستكهولم.
هو عضو مؤسس للرابطة السويدية للسلام والتحكيم التي أنشئت سنة 1883 وعمل أمينا عاما لها. انخب سنة 1882 عضو في المجلس النواب السويدي وبقي في منصبه إلى سنة 1887. عمل خلال فترته النيابية على مشروع حيادية الدول الإسكندنافية.
تحصل سنة 1908 على جائزة نوبل للسلام مناصفة مع فريدريك باير.